# Kapfenberger Sportvereinigung 2015-2016

## Rosa
| N. |                     | Ruolo | Calciatore          |
| -- | ------------------- | ----- | ------------------- |
| 1  | Austria (bandiera)  | P     | Christoph Nicht     |
| 2  | Giappone (bandiera) | D     | Toshiro Yatsuzuka   |
| 3  | Austria (bandiera)  | D     | Manfred Gollner     |
| 5  | Austria (bandiera)  | D     | Christian Bubalovic |
| 6  | Austria (bandiera)  | D     | Maximilian Ritscher |
| 7  | Austria (bandiera)  | C     | Dominik Frieser     |
| 8  | Austria (bandiera)  | C     | Michael Vollmann    |
| 10 | Austria (bandiera)  | C     | Edin Bahtic         |
| 11 | Austria (bandiera)  | A     | Philipp Wendler     |
| 12 | Austria (bandiera)  | P     | Christian Petrovcic |
| 13 | Austria (bandiera)  | C     | Marco Perchtold     |
| 14 | Austria (bandiera)  | C     | Florian Flecker     |
| 15 | Austria (bandiera)  | D     | Manuel Haas         |

| N. |                    | Ruolo | Calciatore            |
| -- | ------------------ | ----- | --------------------- |
| 16 | Austria (bandiera) | C     | Thomas Schnittler     |
| 17 | Francia (bandiera) | A     | Dimitry Imbongo Boele |
| 18 | Austria (bandiera) | D     | Stefan Meusburger     |
| 20 | Austria (bandiera) | C     | Gerald Nutz           |
| 21 | Austria (bandiera) | C     | Markus Farnleitner    |
| 22 | Brasile (bandiera) | A     | Jorge Elias           |
| 23 | Austria (bandiera) | C     | Andreas Lasnik        |
| 24 | Spagna (bandiera)  | A     | Sergi Arimany         |
| 26 | Austria (bandiera) | P     | Michael Budl          |
| 29 | Brasile (bandiera) | C     | João Victor           |
| 30 | Austria (bandiera) | D     | Daniel Grubesic       |
| 36 | Austria (bandiera) | P     | Patrick Aschenbrenner |